# شيرين رضا
شيرين رضا (7 يوليو 1968 -)، ممثلة مصرية.

## عن حياتها
هي ابنة محمود رضا. بدأت العمل التلفزيوني كموديل للإعلانات ثم الفوازير ثم انتقلت للتمثيل.
شاركت في بداية التسعينيات في العديد من الأعمال الفنية، أهمها فيلم حسن اللول مع أحمد زكي ثم اعتزلت لفترة وعادت للفن عام 2006 من خلال فيلم أشرف حرامي مع تامر عبد المنعم وشاركت في عام 2007 في بطولة حلقة من حلقات مسلسل لحظات حرجة، إضافة لمشاركتها في حلقة من حلقات مسلسل راجل وست ستات وبرنامج «التجربة».

### إثارة الجدل
أثارت آرائها بعض الردود الساخطة من المتابعين ووصفها البعض بالعداء للدين الإسلامي، حين أعربت عن انزعاجها من صوت الأذان ووصفته «بالجعير» بمعنى الصوت المزعج، ومن آرائها المثيرة للجدل رفضها لمنع فرقة مشروع ليلى من الغناء في مصر، ووصفها المجتمع المصري بالكذب والنفاق حيث قالت: «المجتمع المصري كاذب ومنافق بدرجة كبيرة، وألجأ للكذب في بعض الأحيان رغم كرهي له للحفاظ على شكل عائلتي وابنتي.»

### حياتها الأسرية
كانت متزوجة من المطرب عمرو دياب وأثمر هذا الزواج الذي بدأ بعام 1989 وانتهى بالطلاق عام 1992م عن ابنة واحدة هي «نور»، ثم تزوجت من السعودي «سلطان كمال أدهم» ولم يستمر أيضا هذا الزواج كثيراً.

## أعمالها

### الأفلام
| السنة | اسم الفيلم              | الدور                   |
| ----- | ----------------------- | ----------------------- |
| 1996  | نزوة                    | صفاء                    |
| 1997  | حسن اللول               | فاطمة السرساوي (فاتيما) |
| 2008  | أشرف حرامي              | النقيب فريدة أبو النور  |
| 2014  | الفيل الأزرق            | ديجا                    |
| 2015  | نوارة                   | شاهندة                  |
| 2015  | خارج الخدمة             | هدى                     |
| 2016  | هيبتا: المحاضرة الأخيرة | علا                     |
| 2016  | كدبة كل يوم             | شريهان                  |
| 2017  | فوتوكوبي                | صفية                    |
| 2018  | الكويسين                | بوسي كويس               |
| 2018  | تراب الماس              | بشرى صيرة               |
| 2019  | الضيف                   | ميمي                    |
| 2019  | الفيل الأزرق 2          | ديجا                    |
| 2020  | رأس السنة               | سوزي                    |
| 2020  | الغسالة                 | عايدة - المستقبل        |
| 2020  | الأقصر                  | دنيا                    |
| 2022  | قمر 14                  | منال                    |
| 2022  | تحت تهديد السلاح        |                         |
| 2023  | مغامرات كوكو            |                         |
| 2024  | رحلة 404                |                         |
| 2024  | مقسوم                   |                         |
| 2024  | الملكة                  |                         |

### المسلسلات
| السنة | اسم المسلسل                        | الدور                        |
| ----- | ---------------------------------- | ---------------------------- |
| 2007  | لحظات حرجة                         | ضيفة شرف                     |
| 2009  | راجل وست ستات (ج4)                 | ضيفة شرف                     |
| 2012  | الصفعة                             | بورال                        |
| 2013  | بدون ذكر أسماء                     | نجوي كامل                    |
| 2014  | المرافعة                           | جليلة                        |
| 2015  | إستيفا                             | زيزي (حلقة 1 و 2)            |
| 2015  | العهد: الكلام المباح               | جومر                         |
| 2016  | فوق مستوى الشبهات                  | إنجي الشربيني                |
| 2016  | الميزان                            | سميرة الرشيدي - ضيفة الحلقات |
| 2017  | لا تطفئ الشمس                      | رشا الراسمة                  |
| 2017  | حجر جهنم                           | صفية المشهورة بـ صافي        |
| 2018  | لدينا أقوال أخرى                   | ملك البدراوي                 |
| 2020  | ليه لأ                             | هالة                         |
| 2020  | نمرة اتنين                         | جميلة                        |
| 2021  | 60 دقيقة                           | مريم نصر الله                |
| 2021  | موضوع عائلي                        | فريدة                        |
| 2021  | حرب أهلية                          | ضيفة شرف                     |
| 2022  | البحث عن علا                       | ضيفة شرف                     |
| 2022  | شغل عالي                           | شيرويت                       |
| 2022  | الكبير أوي الموسم السادس           | ضيفة شرف                     |
| 2023  | وبينا ميعاد                        | نادية                        |
| 2023  | الصفارة                            | شيرين رضا                    |
| 2024  | وبينا ميعاد (مسلسل) (الجزء الثاني) | نادية                        |

### الفوازير
- 1989: فوازير الفنون

## وصلات خارجية
- شيرين رضا على موقع IMDb (الإنجليزية)
- شيرين رضا على موقع الدهليز
- شيرين رضا على موقع قاعدة بيانات الأفلام العربية
- شيرين رضا على موقع قاعدة بيانات الفيلم (الإنجليزية)